# エリック・ボワイエ
エリック・ボワイエ（Éric Boyer、1963年12月2日 - ）は、フランス、ショワジー＝ル＝ロワ出身の元自転車競技（ロードレース）選手。

## 来歴
1985年、ルノー・エルフと契約を結んでプロ転向。
1986年
- ツール・ド・フランスに初出場。第1ステージのチームタイムトライアルにおいて、区間優勝に貢献。

1988年
- ツール・ド・フランス 総合5位

1989年、Z - プジョーに移籍。
1990年
- ジロ・デ・イタリア 区間2勝(第12、15)
- ツール・ド・フランス 総合19位

1991年
- ジロ・デ・イタリア 総合6位、区間1勝(第4)

1992年
- ツール・ド・フランス 総合12位
- ツール・デュ・リムザン 総合優勝

1993年
- ルート・デュ・スュド 総合優勝
- ドーフィネ・リベレ 総合3位

1995年、ポルティに移籍。同年引退。
2005年、コフィディスのチーム・マネジャーに就任。